# Rathdrum
Rathdrum és una població al comtat de Kootenai a l'estat d'Idaho. Segons el cens del 2000 tenia 4.816 habitants.

## Demografia
Segons el cens del 2000, Rathdrum tenia 4.816 habitants, 1.570 habitatges, i 1.273 famílies. La densitat de població era de 385 habitants/km².
Dels 1.570 habitatges en un 54,1% hi vivien nens de menys de 18 anys, en un 62,6% hi vivien parelles casades, en un 12,2% dones solteres, i en un 18,9% no eren unitats familiars. En el 14,1% dels habitatges hi vivien persones soles el 3,7% de les quals corresponia a persones de 65 anys o més que vivien soles. El nombre mitjà de persones vivint en cada habitatge era de 3,05 i el nombre mitjà de persones que vivien en cada família era de 3,33.
Per edats la població es repartia de la següent manera: un 35,7% tenia menys de 18 anys, un 8,5% entre 18 i 24, un 33,9% entre 25 i 44, un 17,1% de 45 a 60 i un 4,7% 65 anys o més.
L'edat mediana era de 29 anys. Per cada 100 dones de 18 o més anys hi havia 95,8 homes.
La renda mediana per habitatge era de 41.167 $ i la renda mediana per família de 42.652 $. Els homes tenien una renda mediana de 31.108 $ mentre que les dones 24.404 $. La renda per capita de la població era de 14.022 $. Aproximadament el 9% de les famílies i el 8,2% de la població estaven per davall del llindar de pobresa.

## Poblacions properes
El següent diagrama mostra les poblacions més properes.